# Conus jourdani
Espèce
Statut de conservation UICN

 DD  : Données insuffisantes
Conus jourdani est une espèce de mollusques gastéropodes marins de la famille des Conidae.
Comme toutes les espèces du genre Conus, ces escargots sont prédateurs et venimeux. Ils sont capables de « piquer » les humains et doivent donc être manipulés avec précaution, voire pas du tout.

## Distribution
Cette espèce est présente dans l'océan Atlantique au large de Sainte-Hélène.

### Niveau de risque d’extinction de l’espèce
Selon l'analyse de l'UICN réalisée en 2011 pour la définition du niveau de risque d'extinction, cette espèce est endémique à l'île de Sainte-Hélène où elle a été trouvée dans l'étang de Lot's Wife L'espèce a été décrite en 1984 à partir d'un seul site, un bassin rocheux sur le bord de la côte rocheuse. Elle n'est connue qu'à partir de "matériel collecté sur la plage", et donc l'habitat et la localité exacte peuvent différer du lieu de collecte. Aucun spécimen vivant n'a jamais été collecté pour cette espèce. Cette espèce nécessite un travail d'enquête, car il existe très peu de données sur l'aire de répartition, l'habitat, l'état de la population ou les menaces et elle n'a pas été enregistrée depuis les années 1980. Aucune mesure de conservation connue n'est actuellement en place pour cette espèce. L'espèce est évaluée comme étant insuffisamment documentée, étant donné le manque d'informations sur les menaces.

## Taxonomie

### Publication originale
L'espèce Conus jourdani a été décrite pour la première fois en 1984 par le malacologiste américain Antonio José da Motta (1913-2003) dans la publication intitulée « La Conchiglia »,.

### Synonymes
- Conus (Lautoconus) jourdani da Motta, 1984 · appellation alternative
- Varioconus jourdani (da Motta, 1984) · non accepté